# قرية مارسيلوس (نيويورك)
قرية مارسيلوس (بالإنجليزية: Marcellus (village), New York)‏ هي منطقة سكنية تقع في الولايات المتحدة في نيويورك (ولاية). يقدر عدد سكانها بـ 1,813 نسمة .